# Märkisches Mittelflurhaus

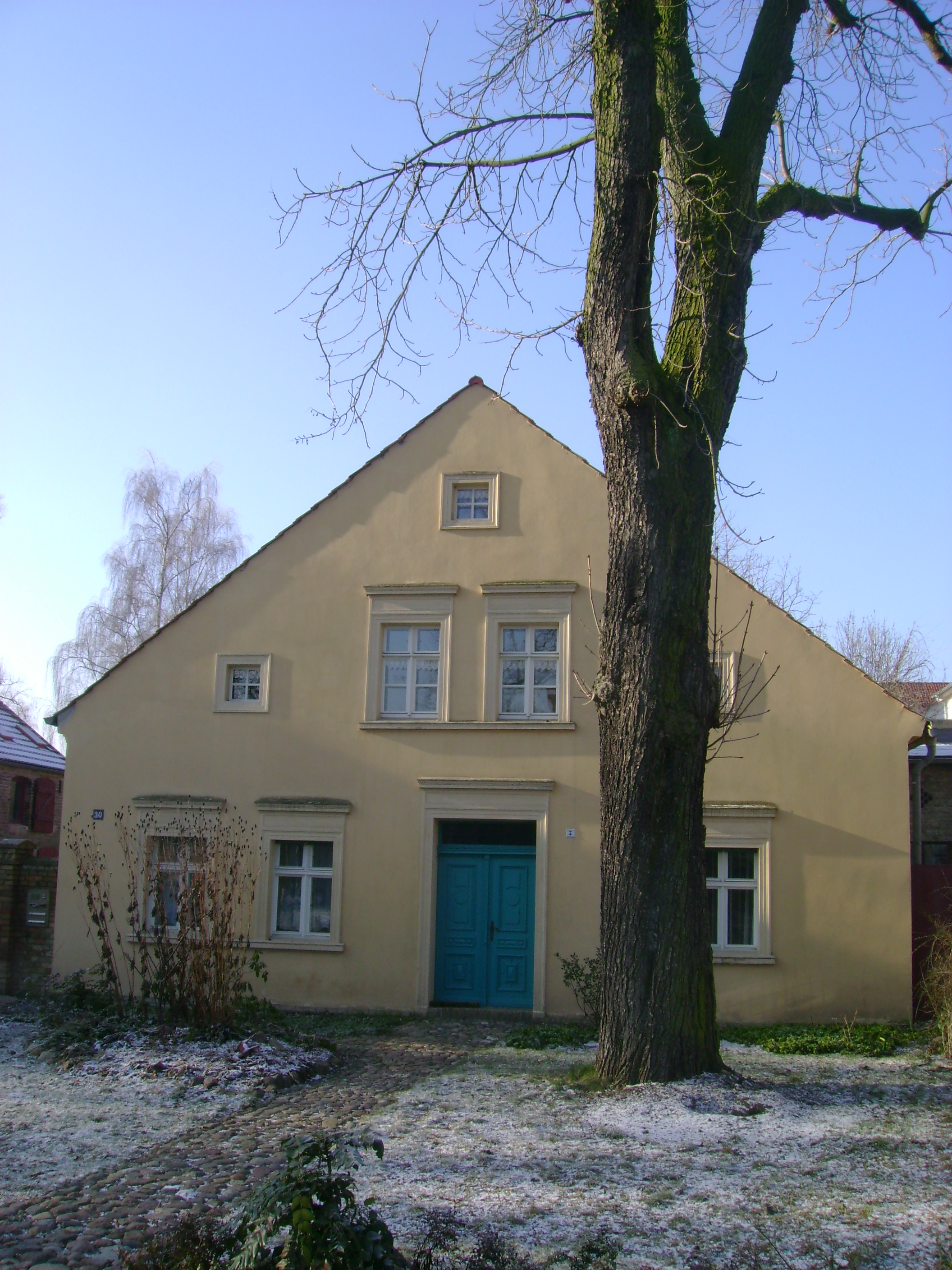
Denkmalgeschütztes Märkisches Mittelflurhaus in Velten Breite Straße 30.

Das Märkische Mittelflurhaus (auch Märkisches Dielenhaus) war ein hauptsächlich in der Mark Brandenburg, vom 15. bis 19. Jahrhundert, weit verbreiteter Haustyp auf dem Lande.
Das Märkische Mittelflurhaus hatte sich seit dem 13. Jahrhundert aus dem niedersächsischen Hallenhaus entwickelt. Die Giebelseite des meist zweistöckigen Hauses mit dem Eingang war der Dorfstraße oder dem weit verbreiteten Anger zugewandt. Die Wände wurden anfangs aus Lehmstaken errichtet und das Dach mit Schilfrohr oder Stroh gedeckt. Ab 1800 verwandte man auch Ziegel- und Dachsteine.
Im Innern befand sich vorn die Stube als Speise-, Wohn-, Handarbeits- und Schlafraum. In der Hausmitte war die Schwarze Küche mit offener Feuerstelle, dahinter Wirtschaftsräume und der Stall. Im Dachgeschoss lagerten Stroh und Futtermittel für das Vieh. Später ab 1800 kamen der Stall und die Scheune in ein separates Gebäude.
Eines der ältesten erhaltenen Mittelflurhäuser befindet sich in Blankensee. Das Nuthe-Nieplitz-Haus, eine Sonderform des Märkischen Mittelflurhauses aus dem Jahre 1649, dient heute als Bauernmuseum.
In Klandorf wurde das denkmalgeschützte Märkische Mittelflurhaus kurz vor dem Verfall gerettet und nicht nur optisch denkmalgetreu, sondern auch mit den originalen Materialien Lehm, Stroh und Holz vollständig saniert.

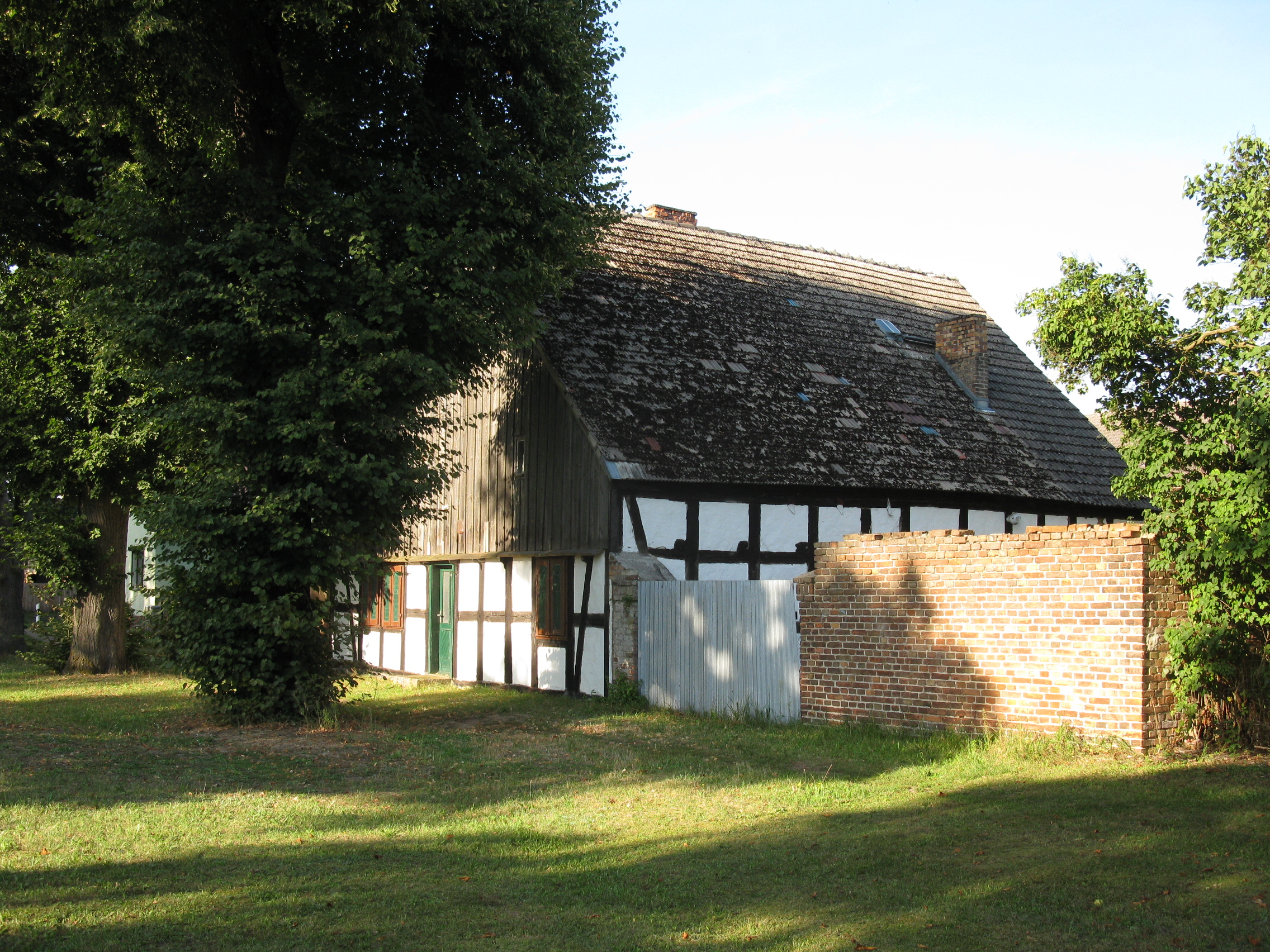
Mittelflurhaus in Klandorf
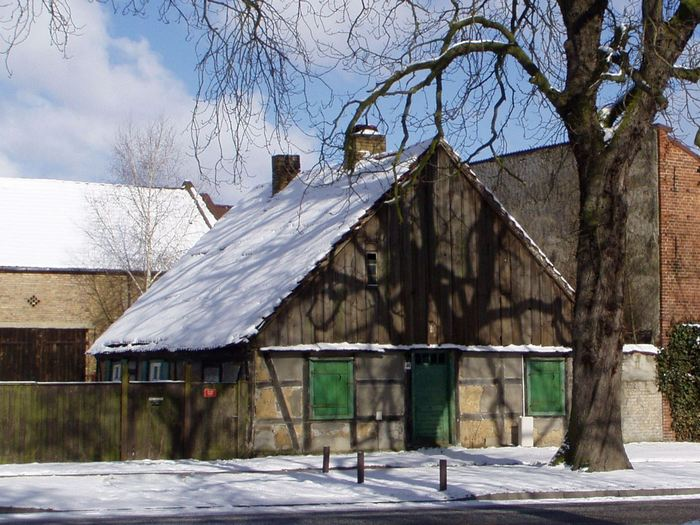
Mittelflurhaus in Bötzow
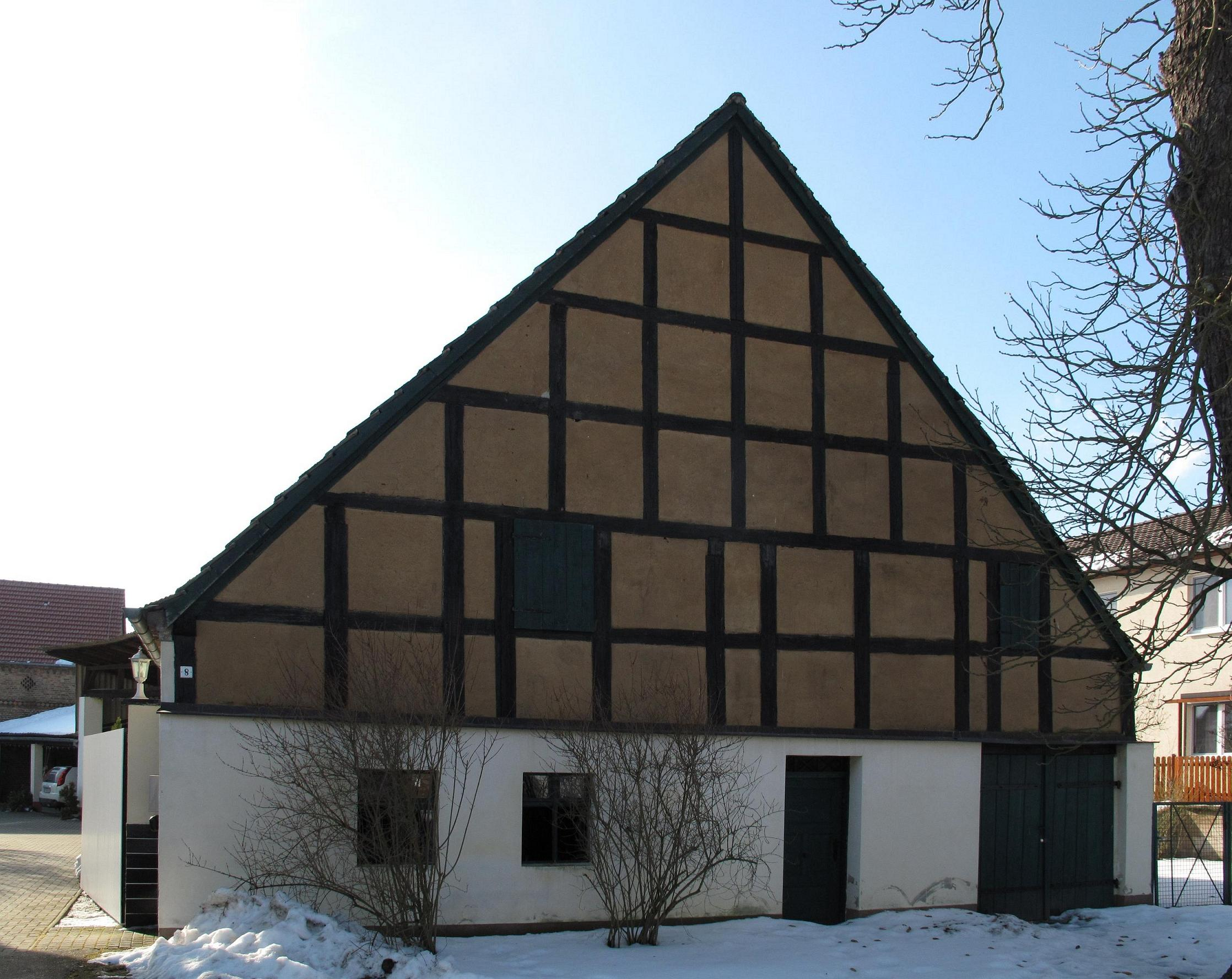
Mittelflurhaus in Kerzendorf
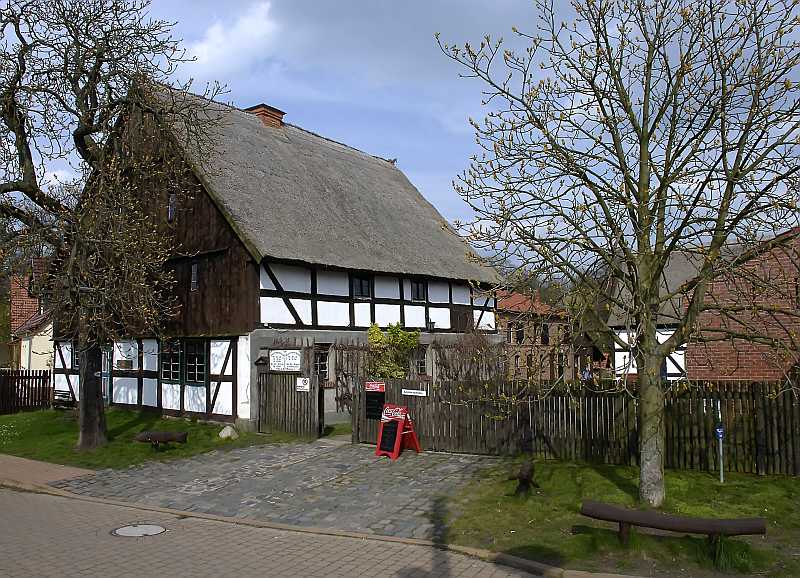
Mittelflurhaus in Blankensee